# فاطمة خاتون
فاطمة خاتون ابنة محمد بك بن السلطان الملك الأشرف قانصوه الغوري، وزوجة الصدر الأعظم البوسني لالا مصطفى باشا. عاشت فاطمة خاتون خلال القرن السادس عشر، وكانت كثيرة السفر. اشتُهرت ببنائها الجامع الكبير في مدينة جنين في فلسطين عام 1566 بعد مرورها بالمدينة في طريق رحلتها إلى القدس، وأوقفت العديد من الأراضي لخدمة المسجد الذي ما زال يحمل اسمها حتى الوقت الحاضر.